# Michel Raynal
Pour les articles homonymes, voir Raynal.
Michel Raynal (né le 16 janvier 1949) est un informaticien français, professeur à l’IRISA, Université de Rennes 1, France. Il est reconnu pour des contributions majeures dans les domaines des algorithmes, de la calculabilité et de la tolérance aux fautes dans le contexte du calcul concurrent et du calcul réparti. Michel Raynal est aussi “Distinguished Chair professor” à l'Université polytechnique de Hong Kong et directeur de la collection “Synthesis Lectures on Distributed Computing Theory” publiée par Morgan & Claypool. Il est aussi membre senior de l’Institut Universitaire de France et de  Academia Europaea. 
Michel Raynal  est l’auteur ou le co-auteur de nombreuses publications scientifiques, sur le calcul concurrent et réparti, sujets sur lesquels il a écrit 12 livres. Ses trois derniers ouvrages,, constituent une introduction aux algorithmes concurrents et répartis qui portent à la fois sur les systèmes sans fautes et les systèmes sujets à des fautes (telles que les comportements byzantins de processus). Dans ses publications Michel Raynal s'est toujours efforcé de promouvoir la simplicité comme un “citoyen de première classe” de l’approche scientifique. Avec ses co-auteurs, il a été le récipiendaire de plusieurs “best paper awards” dans les conférences prestigieuses telles IEEE ICDCS 1999, 2000 et 2001 (trois ans de suite), SSS 2009 and 2011, Europar 2010, DISC 2010, ainsi que ACM PODC 2014. 
Lorsque Michel Raynal est devenu professeur émérite  (2017), INRIA et l’IRISA (CNRS et Université de Rennes 1) ont organisé un workshop en son honneur auquel ont contribué des collègues prestigieux tels que Leslie Lamport (Turing Award 2013, 
Dijkstra Award 2000, 2005, 2014) , Maurice  Herlihy  (Dijkstra Award 2003, Gödel Award), Yoram Moses (Dijkstra Award 2009, Godel Award 1990) et Rachid Guerraoui (Chaire annuelle 2018-2019 “Informatique et sciences numériques” du Collège de France).

## Études et carrière
Michel Raynal est titulaire du baccalauréat “sciences” et du baccalauréat “lettres”. 
Il a obtenu sa thèse de troisième cycle en 1975 et son doctorat d’Etat en 1981, toutes deux à l’Université de Rennes 1. Durant la période 1981-1984 il a été professeur à Telecom  Bretagne (Brest) où il a créé et administré le département d’informatique. 
En 1984 il a rejoint l’Université de Rennes, où en 1985 il a créé un groupe de recherche sur les algorithmes répartis (une des toutes  premières équipes de recherche sur ce sujet dans le monde). 
Michel Raynal a été membre du bureau éditorial de plusieurs revues internationales de recherche telles que Journal of Parallel and Distributed Computing (JPDC), IEEE Transactions on Computers (TC), et IEEE Transactions of parallel and Distributed Systems (TPDS) parmi d’autres.

## Activités de recherche
Les contributions scientifiques de Michel Raynal portent principalement sur le calcul concurrent et réparti, et de manière plus spécifique sur la causalité, la synchronisation répartie, la tolérance aux fautes, les problèmes d’accord réparti (consensus), et la calculabilité répartie.  Son premier livre (qui portait sur l’exclusion mutuelle dans les systèmes à mémoire partagée et les systèmes à passage de messages, paru en 
France en 1984, puis aux Presses du MIT en 1986, est reconnu comme un des tout premiers livres entièrement consacré aux algorithmes répartis. 
Du côté de la synchronisation, en collaboration avec J.-M. Hélary et A. Mostéfaoui, Michel Raynal a conçu un algorithme générique pour l’exclusion mutuelle dans les systèmes à passage de messages ; algorithme qui - bien que très simple - permet de dériver
un grand nombre d’algorithmes d’exclusion fondés sur un jeton naviguant sur un arbre du réseau de processus, arbre qui se restructure dynamiquement. 
Du côté de la causalité, avec des co-auteurs, Michel Raynal a produit un algorithme très simple pour la livraison causale des messages, un algorithme optimal pour les points de reprise répartis fondé sur des horloges vectorielles (algorithme qui a établi les fondements théoriques des points de reprise répartis) ainsi qu’un algorithme de prise de snapshot.  Il a aussi introduit  (avec J.-M.  Hélary and A. Mostéfaoui) la  notion de précédence  virtuelle. Avec V. Garg il a introduit  le concept de « normalité » qui étend le concept bien connu de linéarizabilité aux cas où les objets manipulés sont pourvus d’opérations polyadiques. 
Du côté des problèmes d’accord, Michel Raynal (principalement avec A. Mostéfaoui) a produit plusieurs algorithmes pour les systèmes asynchrones à passage de messages qui résolvent le consensus en présence de crash de processus,, ou  de fautes byzantines. Ce dernier algorithme est à la fois très simple et optimal pour les complexités en temps et en nombre de messages. Avec  A.  Mostéfaoui et S. Rajsbaum, il  a aussi introduit une approche originale  pour résoudre le consensus, appelée  « condition-based ». Cette approche a mis en lumière une relation originale très forte entre les codes correcteurs d’erreur et  les problèmes d’accord répartis.
Récemment, Armando Castaneda, Sergio Rajsbaum et Michel Raynal ont introduit la notion d’“interval linearizability” qui est la première à unifier les notions d’objets concurrents et de taches réparties. 
Du côte de la calculabilité, J. Steiner, G. Taubenfeld et M. Raynal ont proposé une construction universelle qui permet à x parmi k machines réparties  de progresser  en présence d’asynchronie et d’un nombre quelconque de crashs de processus.  Récemment, à partir d’une idée originale de G. Taubenfeld, Michel Raynal s’est intéressé (avec ce dernier) aux algorithmes pour les mémoires anonymes.

## Récompenses et honneurs
- 2010 : membre senior, Institut Universitaire de France[26]
- 2015 : Prix de l'innovation en informatique distribuée (prix SIROCCO)[27],[28],[29]
- 2015 : membre d'Academia Europaea[30]
- 2018 : IEEE award for Outstanding Technical Achievement in Distributed Computing[31]
- 2019 : “Outstanding Career Award” décerné par ACM Sigops France[31]